# Lasiopogon woodorum
Lasiopogon woodorum là một loài ruồi trong họ Asilidae. Lasiopogon woodorum được Cannings miêu tả năm 2002. Loài này phân bố ở vùng Tân Bắc giới.